# Велюнь (гмина)
Велюнь (пол. Wieluń) — гмина (волость) в Польше, входит как административная единица в Велюньский повет, Лодзинское воеводство. Население — 32 969 человек (на 2004 год).

## Сельские округа
1. Бенёндзице
2. Боровец
3. Домброва
4. Гашин
5. Йодловец
6. Кадлуб
7. Курув
8. Малышин
9. Масловице
10. Недзельско
11. Новы-Свят
12. Олевин
13. Руда
14. Рыхловице
15. Сенец
16. Сребрница
17. Стаженице
18. Турув
19. Урбанице
20. Видорадз

## Прочие поселения
1. Берлинек
2. Блоне
3. Бугай
4. Ходаки
5. Хрусты
6. Гродзиско
7. Грыфувек
8. Юзефув
9. Карбанув
10. Казимеж
11. Кияк
12. Клюсины
13. Колёня-Домбровска
14. Крайкув
15. Кшижувка
16. Людвина
17. Ленг
18. Малышинек
19. Мокроше
20. Мурованец
21. Осице
22. Пяски
23. Подшубенице
24. Поромбки
25. Пусткове
26. Слива
27. Видорадз-Дольны
28. Видорадз-Гурны
29. Выдмухове
30. Звехы
31. Зьрудла

## Соседние гмины
1. Гмина Бяла
2. Гмина Чарножылы
3. Гмина Мокрско
4. Гмина Осьякув
5. Гмина Острувек
6. Гмина Понтнув
7. Гмина Скомлин
8. Гмина Вежхляс